# Robert Leeshock
Robert Michael Leeshock (* 13. Dezember 1961 in Clifton, New Jersey, USA) ist ein US-amerikanischer Schauspieler.

## Leben und Karriere
Leeshock zog in den 1980er Jahren nach New York, um seine Schauspielkarriere zu verfolgen. In New York nahm er szenischen Unterricht bei Wynn Handman und hatte Schauspielunterricht nach der von Sanford Meisner entwickelten Schauspieltechnik. Außerdem besuchte er Kurse in Improvisation, Stimmbildung und Sprechtechnik.
Bevor er sich jedoch ganz einer Vollzeit-Schauspielkarriere widmete, absolvierte Leeshock an der New Yorker Cornell University ein Studium als Elektroingenieur mit dem Schwerpunkt Halbleiter-Elektronik, das er 1989 mit einem Diplom abschloss.
In New York spielte Leeshock an mehreren Theatern, unter anderem am SoHo Repertory Theater, am Samuel Beckett Theatre, am West Bank Cafe Downstairs Theatre und bei Actor's Factory, und hatte Engagements bei mehreren Theater-Kompagnien.
Von 1993 bis 1996 lebte Leeshock in Los Angeles und setzte seine Karriere als Schauspieler fort.
Ab 1993 übernahm er regelmäßig Film- und Fernsehrollen. 1993 war er in Elysian Fields und Ich & Veronica zu sehen. Von 1993 bis 1994 wirkte er in mehreren Episoden von Beverly Hills, 90210 mit. 1995 spielte er den James Lambert in Empire. Drei Jahre später war er als Eddie Banks in mehreren Episoden der Fernsehserie Springfield Story zu sehen. In seinen Fernsehrollen wurde Leeshock häufig in der Rolle des charmanten und gutaussehenden Liebhabers eingesetzt.
Er ist vor allem durch seine Fernsehrolle in der Serie Earth: Final Conflict bekannt, in der er die Rolle des Liam Kincaid von 1998 bis 2001 spielte. Leeshock begann 1998 bei Earth:Final Conflict. Er ersetzte den Hauptdarsteller Kevin Kilner. Nach der vierten Season verließ er die Serie und kehrte nur für das Serienfinale zurück.
2005 wurde er Mitglied im Cast der langjährigen Serie Liebe, Lüge, Leidenschaft in der Rolle des Bruce Bartlett, dem Geschäftspartner von Nash Brennan, dargestellt von Forbes March. 2009 wirkte er in einer Episode von Criminal Intent – Verbrechen im Visier mit.
Robert Leeshock lebt in New York.

## Filmografie
- 1993: Elysian Fields
- 1993: Ich & Veronica (Me & Veronica)
- 1993 bis 1994: Beverly Hills, 90210
- 1995: Empire
- 1998: Springfield Story
- 1998–2001: Earth: Final Conflict
- 2004: Dead End Road
- 2004–2006: Liebe, Lüge, Leidenschaft (One Life to Live)
- 2009: Criminal Intent – Verbrechen im Visier